# Rafael Valdivieso Miranda
Rafael Valdivieso Miranda (* 18. März 1968 in David, Panama) ist ein panamaischer Geistlicher und römisch-katholischer Bischof von Chitré.

## Leben
Rafael Valdivieso Miranda empfing am 16. Dezember 1995 die Priesterweihe und studierte Moraltheologie an der Päpstlichen Universität Gregoriana. Er war zunächst Kaplan im Krankenhaus Santo Tomas in Santa Ana, wo er später Vikar war.
Papst Franziskus ernannte ihn am 25. April 2013 zum Bischof von Chitré. Die Bischofsweihe spendete ihm am 6. Juli 2013 der Apostolische Nuntius in Panama, Erzbischof Andrés Carrascosa Coso; Mitkonsekratoren waren der Erzbischof von Panama, José Domingo Ulloa Mendieta OSA, und Valdivieso Mirandas Vorgänger Fernando Torres Durán.